# Bayac
Bayac is een gemeente in het Franse departement Dordogne (regio Nouvelle-Aquitaine) en telt 367 inwoners (2004). De plaats maakt deel uit van het arrondissement Bergerac.
Nabij de plaats ligt de archeologische vindplaats La Gravette, bekend van de gravettien.

## Geografie
De oppervlakte van Bayac bedraagt 10,3 km², de bevolkingsdichtheid is 35,6 inwoners per km².
De onderstaande kaart toont de ligging van Bayac met de belangrijkste infrastructuur en aangrenzende gemeenten.

## Demografie
Onderstaande figuur toont het verloop van het inwonertal (bron: INSEE-tellingen).